# Castelo de Ansiães
O Castelo de Ansiães, também referido como Castelo de Carrazeda de Ansiães, localiza-se em Selores, na freguesia de Lavandeira, Beira Grande e Selores, município de Carrazeda de Ansiães, distrito de Bragança, em Portugal.
Em posição dominante sobre um maciço de granito, originalmente com função defensiva, afastado da povoação, no vale do rio Douro, integra a Região de Turismo Douro Sul.
No início do século XX, foi classificado como Monumento Nacional por Decreto publicado em 23 de Junho de 1910.

## História

### Antecedentes
A primitiva ocupação humana do seu sítio remonta ao Calcolítico, por diversos povos sucessivamente, passando pelos Romanos até aos Muçulmanos, aos quais se deve o primitivo amuralhamento da povoação, tendo sido totalmente abandonada por volta do século IX.

### O castelo medieval
Em meados do século XI, à época da Reconquista cristã da Península Ibérica, a povoação inscrevia-se nos domínios do reino de Leão, quando recebeu, em 1055, 1057 ou 1065, Carta de Foral do rei Fernando Magno, visando o seu repovoamento.
Integrante dos domínios de Portugal, esse foral foi confirmado, em 1160, pelo rei D. Afonso Henriques (1112-85) e, sucessivamente, em 1198 por D. Sancho I (1185-1211), em 1219 por D. Afonso II (1211-23) e, em 1510, por D. Manuel I (1495-1521). O crescimento da vila e sua importância regional foram reconhecidos pela Carta de Feira, recebida em 1277 de D. Afonso III (1248-79). Alguns autores sustentam que, possívelmente, parte expressiva de sua cerca amuralhada teria sido erguida sob o reinado de D. João I (1385-1433).

### Do século XV aos nossos dias
Aqui nasceu o valoroso Lopo Vaz de Sampaio, capitão de Cochim (1524-1526) e Governador-Geral do Estado português na Índia (1526-1529).
Em algum momento do século XVII ou após, a estrutura recebeu obras de modernização, das quais conhecemos o chamado Fortim do Cubo e o revelim. Chegaram-nos ainda os nomes da Torre dos Lameiros, da Torre do Sol, da Porta de São Francisco, da Porta de São João e da Porta da Fonte Vedra. A partir de então, a povoação e sua defesa perderam espaço para outros centros da região, processo que se acentuou nos séculos seguintes, culminando com a sua ruína.
Na década de 1960 sofreu intervenção de consolidação e restauro, a cargo da Direcção-Geral dos Edifícios e Monumentos Nacionais (DGEMN).
Atualmente o imóvel encontra-se afeto à Direcção Regional do Porto do Instituto Português do Património Arquitectónico (DRP-IPPAR). Diante do seu estado geral, bastante degradado, foram empreendidas novas obras no âmbito de um projeto de recuperação do castelo e da vila, orçados em 800 mil Euros (recursos do IPPAR, com uma participação comunitária de 75%), cuja primeira fase deverá estar concluída e disponível ao público até ao final de 2006, através de visitas guiadas. Um Centro de Recepção de Turismo está sendo erguido extra-muros, junto à Igreja de São João Baptista e, futuramente, o espólio recolhido pelos trabalhos de prospecção arqueológica será exibido nas instalações de um Centro Interpretativo, a ser edificado no centro histórico, pela Câmara Municipal.

## Características
Este castelo medieval distribuía-se dentro de uma muralha de planta ovalada, reforçada por cinco torreões quadrangulares, duas das quais defendendo o portão principal, a chamada Porta de São Salvador. Além da torre de Menagem, dividida internamente em dois pavimentos, o superior rasgado por janelas, este perímetro abrigava a cisterna do povoado circundante, podendo ser observados, ainda hoje, os alicerces de antigos edifícios, arcos, cunhais e vergas. A única edificação preservada é a pequena Igreja de São Salvador de Ansiães, em estilo românico.
Fora dos muros do castelo distribuía-se a zona urbana, delimitada por um segundo muro exterior com extensão superior a 600 m, reforçado por três torres quadrangulares. Dessa cerca externa restam apenas alguns troços dos setores leste e sul. No total, o conjunto do castelo ocupa uma área aproximada de 9.594 hectares.

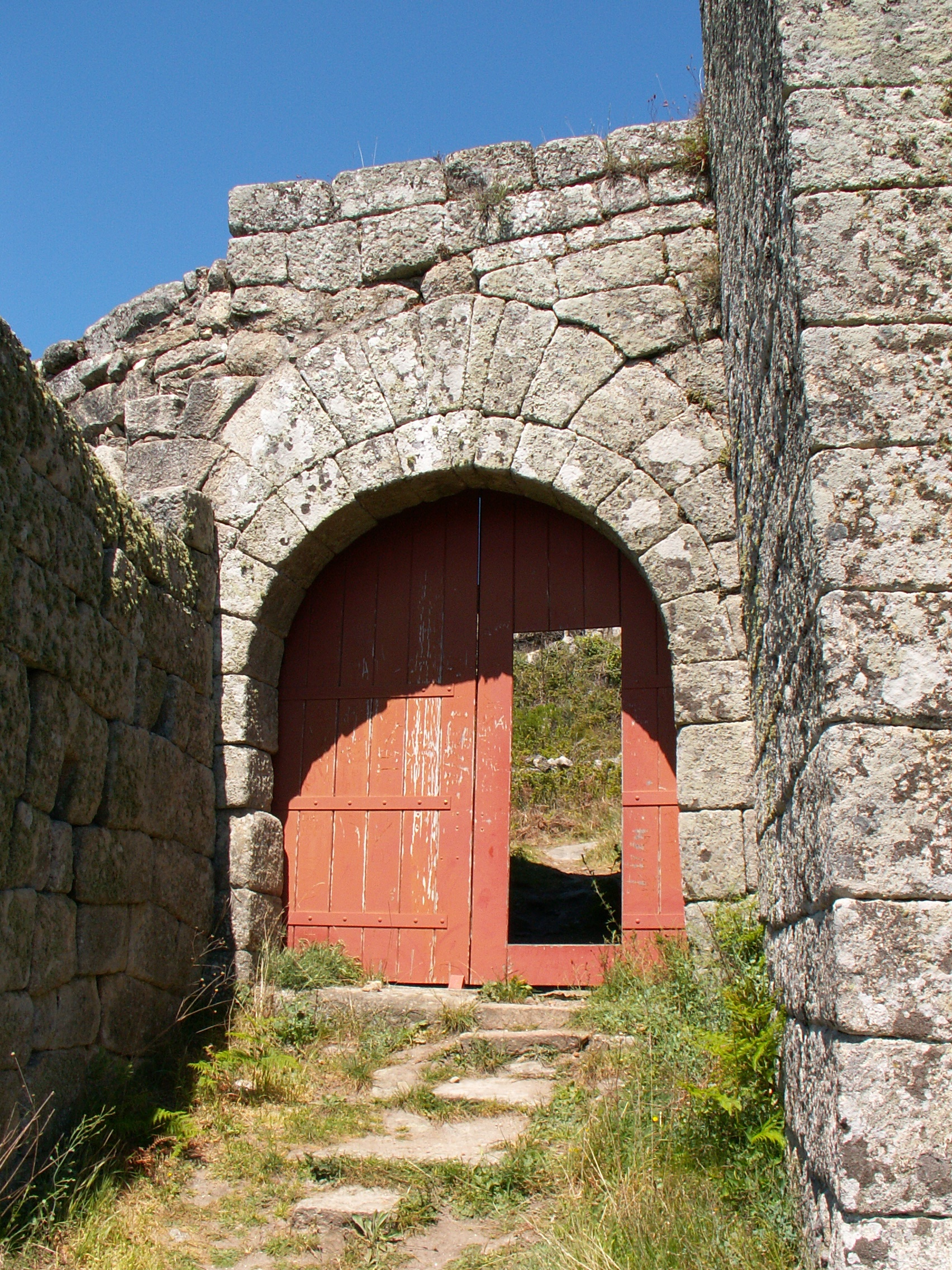
Entrada do Castelo de Ansiães